# VW Hamme
Koninklijke Football Club Vigor Wuitens Hamme, besser bekannt als KFC VW Hamme oder VW Hamme, ist ein belgischer Fußballverein aus Hamme in Flandern.

## Geschichte
Der Verein ist aus der Fusion zweier in Hamme angesiedelter Fußballvereine entstanden.
Am 2. Mai 1908 wurde der Vigor Football Club Hamme-sur-Durme gegründet und trat 1922 der Union Royale des Sociétés de Football Association bei. 1934 erhielt der Verein das Attribut königlich im Namen. Am 14. Juni 1953 wurde die Jonge Wuitens Voetbal Vereniging als Betriebssportgruppe der in Hamme ansässigen Firma Scaldian Overseas gegründet. Diese trat 1958 dem belgischen Fußballverband bei.
Am 1. Juli 1972 wurde die Fusion zwischen den beiden Vereinen vollzogen und der Klub erhielt seinen aktuellen Namen. Wie die Vorgängervereine spielte der Klub zunächst in den unteren Ligen.
1997 wurde der Klub mit elf Punkten Vorsprung auf Sint Niklaas Meister in der Division A der dritten Liga und stieg damit erstmals in die Division 2 auf. Jedoch belegte die Mannschaft dort den 16. Platz und musste in den Relegationsspielen antreten. Nach zwei Niederlagen stand der sofortige Wiederabstieg fest.
1998/99 verpasste VW Hamme als Vierter den direkten Wiederaufstieg, in der folgenden Saison gelang als Vizemeister die Qualifikation für die Relegationsspiele. Hier scheiterte der Klub jedoch nach einer 2:3-Niederlage im Hinspiel mit einem 2:2-Unentschieden im Rückspiel an OC Charleroi. 2001 wurde die Mannschaft nur Neunter, 2002 gelang hinter SV Zulte-Waregem wiederum die Vizemeisterschaft. Mit vier Siegen gelang der Einzug ins Relegationsendspiel, wo Konkurrent KV Oostende deutlich mit 4:1 geschlagen werden konnte und damit die Rückkehr in die Zweitklassigkeit feststand.
Mit einem elften Platz gelang VW Hamme der Klassenerhalt. In den beiden folgenden Jahren erreichte die Mannschaft denselben Tabellenplatz. Im folgenden Jahr erreichte der Klub als Tabellenneunter die Aufstiegsspiele, wo nach drei Siegen und drei Niederlagen der dritte Rang hinter Lierse SK (12 Punkte) und KVSK United Overpelt-Lommel (10 Punkte) erreicht wurde.